# Йеллоустон (озеро)
Йеллоустон (англ. Yellowstone Lake) — крупнейшее озеро на территории национального парка Йеллоустон. Расположено на высоте 2356 м над уровнем моря. Площадь водной поверхности составляет 350 км²; протяжённость береговой линии — 177 км. Средняя глубина озера — около 43 м, максимальная глубина достигает 122 м. Это крупнейшее пресноводное озеро Северной Америки, расположенное на высоте более 2000 м (7000 футов).
Зимой большая часть озера покрыта слоем льда толщиной около 1 м, за исключением мест, где выходят горячие источники. Йеллоустон замерзает в начале декабря и может оставаться подо льдом до конца мая или начала июня. Как в самом озере, так и в его окрестностях имеются многочисленные гейзеры, фумаролы и горячие источники.
В последние годы (на 2004 год) отмечены существенные поднятия территории под озером, что свидетельствует о тектонической активности региона. Образование озера связано с обрушением магматической камеры около 600 000 лет назад в результате сильного извержения. Обрушение привело к формированию Йеллоустонской кальдеры, часть которой была заполнена водой, образовав озеро Йеллоустон.
Считается, что когда-то озеро имело сток в реку Снейк. Сегодня единственной рекой, вытекающей из озера, является река Йеллоустон — приток Миссури.
Первым европейцем, увидевшим озеро, был маунтинмен и траппер Джон Колтер, посетивший эту территорию в начале XIX века. Во времена активной торговли пушниной (1820—1840 годы) озеро Йеллоустон, вероятно, посещалось множеством трапперов.

## Галерея
- Космический снимок озера
- Озеро в пасмурный день
- Отель Йеллоустон-Лейк, вид с озера